# Královská akademie v Turku

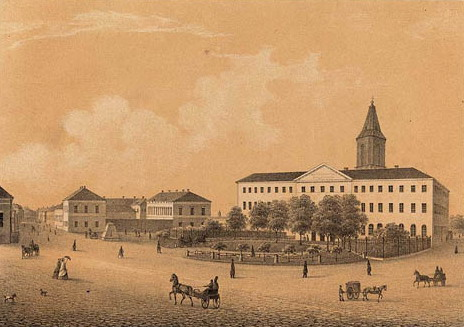
Budova Akademie, pravděpodobně po roce 1827.

Královská akademie v Turku (latinsky Regia Academia Aboensis, finsky Turun akatemia, švédsky Kungliga Akademien i Åbo nebo Åbo Kungliga Akademi) byla první univerzita ve Finsku, jediná univerzita založená ve Finsku v době švédské nadvlády a třetí univerzita založená ve Švédském království. Působila v letech 1640–1828. Byla založena v roce 1640 švédskou královnou Kristýnou I. Švédskou. V roce 1809, kdy se Finsko stalo velkovévodstvím Ruska, byla přejmenována na Císařskou akademii v Turku (Keisarillinen Turun Akatemia). V roce 1828 byla po Velkém požáru Turku přestěhována do Helsinek. Po osamostatnění Finska v roce 1917 byla přejmenována na Helsinskou univerzitu, která je považována za přímého nástupce Akademie, a v Turku byla založena nová Univerzita v Turku.